# Presidente eterno de la República
El cargo de presidente eterno de la República (en coreano: 공화국의 영원한 주석, tr: Gonghwagugui yeongwonhan juseog) es un cargo establecido en la Constitución de Corea del Norte, enmendada el 5 de septiembre de 1998, donde dice:

Bajo el liderazgo del Partido del Trabajo de Corea, la República Popular Democrática de Corea y el pueblo coreano, se establecerá al Gran Líder, el Camarada Kim Il-sung, en alta estima, como el Presidente Eterno de la República.

La frase «Presidente Eterno de la República», solo aparece en el prefacio, no en el texto funcional de la constitución y no está asociada con ninguna oficina gubernamental con responsabilidades particulares, poderes, privilegios, etc. Además, la única persona a la que hace referencia, ya había fallecido cuando su redacción fue hecha, por lo cual no constituye un cargo oficial.
Un cargo póstumo similar le fue entregado a Kim Jong-il, hijo de Kim Il-sung y padre de Kim Jong-un, actual líder de Corea del Norte. 
Actualmente, no hay ningún presidente de la República Popular Democrática de Corea, habiendo sido ese cargo abolido en la constitución vigente. Sus poderes han sido divididos entre dos cargos: 
- El presidente de la Asamblea Suprema del Pueblo, cargo ocupado por Choe Ryong-hae.
- El presidente de la Comisión de Asuntos Estatales , ocupado por Kim Jong-un.

La constitución vigente divide, de manera formal, el poder de la presidencia entre estos dos cargos